# Eupilaria suavis
Eupilaria suavis är en tvåvingeart som beskrevs av Alexander 1949. Eupilaria suavis ingår i släktet Eupilaria och familjen småharkrankar. Inga underarter finns listade i Catalogue of Life.